# Яковлевка (Хайбуллінський район)
Я́ковлевка (рос. Яковлевка, башк. Яковлевка) — село у складі Хайбуллінського району Башкортостану, Росія. Входить до складу Татир-Узяцької сільської ради.
Населення — 301 особа (2010; 337 в 2002).
Національний склад:
- башкири — 62%
- росіяни — 29%